# Throw That
«Throw That» — п'ятий сингл з Welcome to: Our House, другого студійного альбому хіп-хоп супергурту Slaughterhouse. 21 травня 2012 р. з'явився на iTunes. Сингл посів 98-му сходинку чарту Billboard Hot 100, це найкращий результат за всю кар'єру гурту.

## Список пісень
Цифровий сингл
| #  | Назва                          | Автор | Продюсери | Тривалість |
| -- | ------------------------------ | --- | --------- | ---------- |
| 1. | «Throw That» (з участю Eminem) | М. Метерс, Р. Монтґомері, Дж. Бадден, Дж. Ортіз, Д. Вікліфф, Т. Вільямс, Л. Кемпбелл , Д. Оббс, М. Росс, К. Вонгвон, Дж. Браун, Р. Ґаньярд | T-Minus   | 3:57       |

## Історія виходу
| Країна | Дата           | Формат              | Лейбл             |
| ------ | -------------- | ------------------- | ----------------- |
| Канада | 21 серпня 2012 | Завантаження музики | Shady, Interscope |
| США    | 21 серпня 2012 | Завантаження музики | Shady, Interscope |

## Чартові позиції
| Чарт (2012)               | Найвища позиція |
| ------------------------- | --------------- |
| США (Billboard Hot 100)   | 98              |
| US Heatseakers Songs      | 11              |
| US Digital Songs          | 43              |
| Канада (Canadian Hot 100) | 69              |